# Rudolf Maister
Rudolf Maister, cunoscut și sub pseudonimul Vojanov, (n. 29 martie 1874, Kamnik, Comuna Kamnik, Slovenia – d. 26 iulie 1934, Unec, Comuna Cerknica, Slovenia) a fost un ofițer, poet și activist politic sloven. Soldații care au luptat sub conducerea lui Maister în nordul Sloveniei au devenit cunoscuți ca „luptătorii lui Maister” (în slovenă Maistrovi borci). Maister a fost, de asemenea, un poet talentat și un pictor autodidact.

## Biografie

### Începutul carierei și luptele din Stiria
Maister s-a născut în orașul comercial Kamnik din Carniola Superioară, care făcea parte atunci din Austro-Ungaria. Provenea dintr-o familie vorbitoare de limba germană, iar tatăl său era funcționar financiar în orașul Pettau (azi Ptuj). În tinerețe, Rudolf Maister a aderat la naționalismul sloven și a început să-și scrie numele Majster. A fost militar de carieră și a servit în Armata Austro-Ungară în timpul Primului Război Mondial. În 1917 a fost promovat la gradul de maior și a fost trimis comandant al Regimentului Landsturm din orașul Marburg an der Drau (azi Maribor).
După ce la 30 octombrie 1918, aproape de sfârșitul războiului, când înfrângerea Austro-Ungariei devenise clară, consiliul municipal al orașului Maribor a hotărât alipirea Mariborului la Austria Germană, maiorul Maister a preluat la 1 noiembrie 1918 comanda orașului. Pentru această faptă Consiliul Național Sloven din Ljubljana i-a acordat gradul de general. Consiliul municipal al Marburgului a format la 3 noiembrie 1918 o unitate de voluntari stirieni germani pentru apărarea orașului și a Stiriei de Jos. Rudolf Maister a organizat o unitate de voluntari sloveni, alcătuită din 4.000 de soldați și 200 de ofițeri, și în noaptea de 23 noiembrie 1918 a preluat controlul asupra orașului Maribor și a regiunii Stiria de Jos. Această dată a fost proclamată, începând din 2005, sărbătoare națională a Sloveniei. Orașul populat cu vorbitori de limbă germană a fost astfel inclus în nou-formatul stat al slovenilor, croaților și sârbilor, care s-a unit cu Regatul Serbiei pentru a forma Regatul sârbilor, croaților și sloveni la 1 decembrie 1918. Unitatea comandată de Maister s-a îndreptat apoi spre frontiera austriacă, ocupând până la sfârșitul lui noiembrie 1918 localitățile Marenberg, Spielfeld, Mureck și Bad Radkersburg și a inclus astfel provincia Stiria de Jos în noul stat al slovenilor, croaților și sârbilor. În plus, unitățile slovene au ocupat o mare parte din Carintia Inferioară, populată cu sloveni, dar au fost nevoite să se retragă din cauza rezistenței populației.
Rangul de general al lui Maister a fost confirmat de guvernul național al părții slovene a Regatului, care, la 11 decembrie 1918, l-a numit „locotenent cu titlul și atribuțiile unui general”, numire ce a fost ulterior confirmată și de guvernul de la Belgrad.

### Duminica Însângerată din Marburg
La 27 ianuarie 1919 cetățenii germani care așteptau delegația americană de pace în piața centrală din Maribor (în germană Marburg) au fost întâmpinați cu focuri de armă de către trupele slovene aflate sub comanda lui Maister. Nouă germani au fost uciși și alți șaizeci au fost grav răniți. Cauza împușcăturilor nu a fost stabilită în mod concludent.
Sursele de limbă germană îi acuză pe militarii sloveni că au început să tragă în mulțime fără motiv, în timp ce martorii sloveni, precum Maks Pohar, au susținut că germanii (unii îmbrăcați în uniformele organizației paramilitare germane Garda Verde) i-au atacat pe militarii sloveni care păzeau primăria. S-a pretins că germanii austrieci l-ar fi atacat pe inspectorul de poliție Ivan Senekovič și apoi s-ar fi masat în jurul soldaților sloveni din fața primăriei. O versiune slovenă a acestui eveniment implică faptul că un german ar fi tras un foc de revolver în direcția soldaților sloveni, care au ripostat spontan prin tragerea unor focuri de armă în direcția mulțimii. Evenimentul a devenit cunoscut sub numele de Duminica Însângerată din Marburg (în germană Marburger Blutsonntag).

### Lupta pentru Carintia

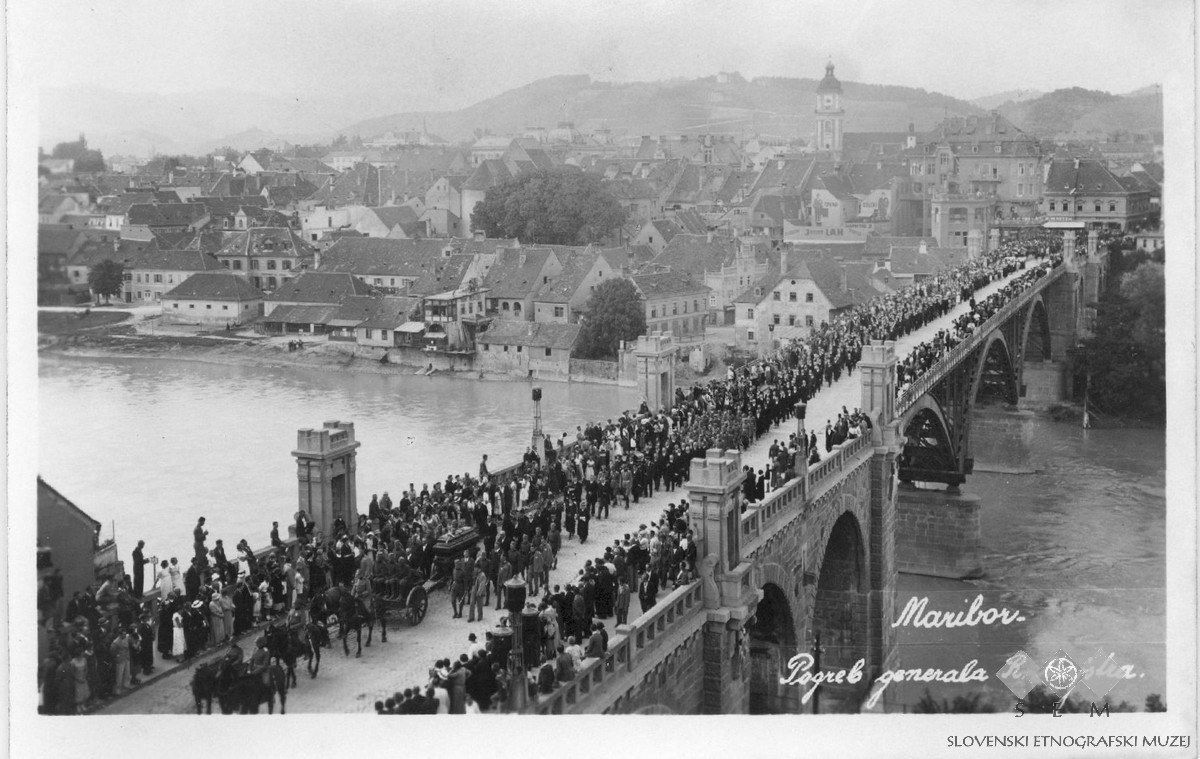
Funeraliile lui Rudolf Maister.

În noiembrie 1919 forțele lui Maister s-au alăturat ofensivei armate a Regatului sârbilor, croaților și slovenilor din Carintia. După Referendumul din Carintia din 1920, în care majoritatea populației slovene locale a decis ca teritoriul locuit de ei să rămână parte componentă a Austriei, Maister s-a retras din viața publică. El și-a petrecut cea mai mare parte a restului vieții sale la o moșie din Carniola Interioară, aflată în apropiere de Planina.

## Poezii
Maister a scris poezii, care fost incluse în două volume publicate în 1904 și în 1929. Majoritatea poeziilor sale urmează estetica postromantică și sunt influențate de poezia patriotică și lirică slovenă a lui Simon Jenko, Simon Gregorčič și Anton Aškerc din secolul al XIX-lea.

## Legături externe
- Materiale media legate de Rudolf Maister la Wikimedia Commons